# Susann Fischer
Susann Fischer (* 1964) ist eine deutsche Romanistin.

## Leben
Von 1987 bis 1994 studierte Fischer Hispanistik und Nordamerikanistik an der FU Berlin (Abschluss: Magister Artium). Von 1994 bis 1995 war sie Stipendiatin des Programms „European Master's Degree of Linguistics“ an der University of Manchester / FU Berlin (Abschluss: European Master of Linguistics). Von 1997 bis 2000 war sie Stipendiatin des Graduiertenkollegs der Humboldt-Universität zu Berlin und der Universität Potsdam, „Ökonomie und Komplexität in der Sprache“ (Abschluss: Dr. phil.). Nach der Habilitation 2008 (venia legendi: Allgemeine Sprachwissenschaft) war sie seit 2009 W2-Professorin (Linguistik des Spanischen und einer weiteren romanischen Sprache) an der Universität Hamburg.
Ihre Forschungsinteressen sind komparative Syntax, Syntaxtheorie, Schnittstelle Syntax/Morphologie, Distributed Morphology und (kontaktinduzierter) Sprachwandel.

## Schriften (Auswahl)
- mit Joanna Blaszczak: Multiple Wh-Konstruktionen im Slavischen. State of the art report. Potsdam 2001, ISBN 3-935024-29-0.
- The Catalan Clitic System. A diachronic perspective on its syntax and phonology. Berlin 2002, ISBN 3-11-017613-0.
- Word-order change as a source of grammaticalisation. Amsterdam 2010, ISBN 978-90-272-5540-2.
- mit Christoph Gabriel und Natascha Müller: Grundlagen der generativen Syntax. Französisch, Italienisch, Spanisch. Berlin 2018, ISBN 978-3-11-056125-8.